# Edward Charles Pickering
Edward Charles Pickering, ameriški astronom in fizik, * 19. julij 1846, Boston, Massachusetts, ZDA, † 3. februar 1919, Cambridge, Massachusetts.
Tudi njegov mlajši brat William je bil astronom.

## Življenje in delo
Pickering velja poleg Vogla za odkritelja prvih spektroskopskih dvojnih zvezd. Napisal je delo v dveh delih Elementi fizikalnih postopkov (Elements of Physical Manipulations) (1873-76).
Bil je predstojnik Observatorija Kolidža Harvard (Harvard College Observatory, HCO), kjer je naredil velik korak pri raziskovanju zvezdnih spektrov s pomočjo fotografije. Izvršil je zelo veliko število fotometričnih in spektroskopskih opazovanj. Iznašel je posebno vrsto fotometra. Z meridianskim fotometrom, ki ga je tudi sam iznašel so pod njegovim vodstvom določili navidezne sije več kot 45.000 zvezdam. Njegova opazovanja (vidna in fotografska) so dragoceno gradivo za zvezdno statistiko, še posebej pri spremenljivkah.
Pri njem je delalo več odličnih astronomk, med njimi Cannonova, Leavittova in Mauryjeva. Njegove sodelavke, ki so v znanstveni srenji dobile naziv »Pickeringov harem« so na tem observatoriju prispevale več zelo pomembnih odkritij.
Leta 1901 je s Cannonovo izdelal novo spektralno razvrstitev zvezd.
Pod njegovim vodstvom so leta 1918 objavili Spominski katalog Henryja Draperja (Henry Draper Memorial Catalogue) v katerem je bil za vsako zvezdo določen spektralni razred. Vseboval je 225.300 zvezd, danes pa z dodatki vsebuje spektre 359.083 zvezd. Kot rezultat njegovega dela je nastala Harvardska fotografska knjižnica (Harvard Photographic Library), ki vsebuje več kot 250.000 fotografij.

## Priznanja

### Nagrade
Kraljeva astronomska družba (RAS) mu je leta 1866 in 1901 podelila zlato medaljo. Leta 1888 je prejel medaljo Henryja Draperja, leta 1908 pa medaljo Bruceove.

### Poimenovanja
Udarna kraterja na Luni (Pickering) in na Marsu (Pickering), ter asteroid glavnega pasu 784 Pickeringia se imenujejo po njem in po bratu Williamu.